# Caso Asia Bibi
Il caso Asia Bibi è stato un caso giudiziario di eco internazionale che ha coinvolto Aasiyah Naurīn Bibi (meglio nota come Asia Bibi), una contadina pakistana di fede cattolica, sposata e madre di cinque figli. Dal 2010 al 2018 è stata protagonista di un'odissea giudiziaria. Condannata a morte (esecuzione per impiccagione) da un tribunale del distretto di Nankana, nella provincia centrale del Punjab, per blasfemia contro l'islam, nel 2018 è stata assolta dalla Corte suprema.

## I fatti
La vicenda risale al 14 giugno 2009. Aasiyah Naurīn Bibi è nata a Ittan Wali nel 1971. Sposata, è madre di cinque figli. È una lavoratrice agricola a giornata, impegnata nella raccolta di alcune bacche. Un giorno ha un diverbio con le lavoratrici vicine, di religione musulmana. A lei era stato chiesto di andare a prendere dell'acqua. Ma un gruppo di donne musulmane l'avrebbe respinta sostenendo che Asia, in quanto cristiana, non avrebbe dovuto toccare il recipiente. Il 19 giugno, le donne denunciano Asia Bibi alle autorità sostenendo che, durante la discussione, avrebbe offeso Maometto. Picchiata, chiusa in uno stanzino, stuprata e infine arrestata pochi giorni dopo nel villaggio di Ittanwalai, nonostante contro di lei non ci sia nessuna prova, viene condotta nel carcere di Sheikhupura.
Asia Bibi ha sempre negato le accuse e ha replicato di essere perseguitata e discriminata a causa del suo credo religioso.

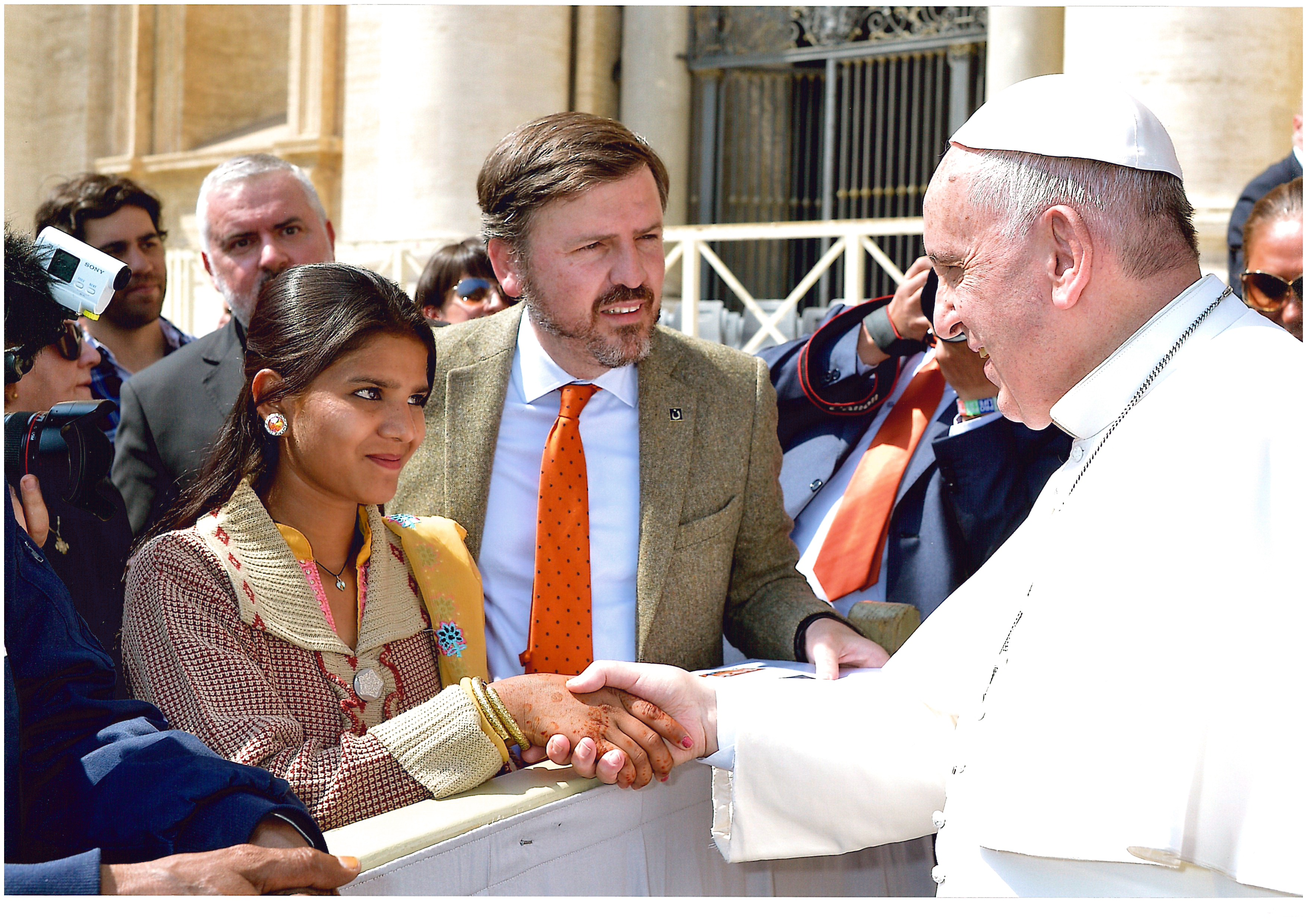
La figlia di Asia Bibi e Ignacio Arsuaga in Vaticano incontrano papa Francesco nel 2015.

L'11 novembre 2010, oltre un anno dopo l'arresto, il giudice di Nankana Sahib, Naveed Iqbal, emette la sentenza di condanna a morte per blasfemia, nella quale esclude «totalmente» la possibilità che Asia Bibi sia accusata ingiustamente, aggiungendo inoltre che «non esistono circostanze attenuanti» per lei. La famiglia ha presentato ricorso contro la sentenza avanti l'Alta Corte di Lahore.
Nel dicembre 2011 una delegazione della Masihi Foundation (Mf), ONG che si occupa dell'assistenza legale e materiale di Asia Bibi, ha visitato la donna in carcere. Le sue condizioni di igiene personale erano terribili e le sue condizioni di salute, sia fisica che psichica, sono apparse critiche. Secondo Haroon Barkat Masih, direttore internazionale di Mf, Asia Bibi ha comunque espresso parole di perdono nei confronti dei suoi accusatori: "In primo luogo vivevo frustrazione, rabbia, aggressività. Poi, grazie alla fede, dopo aver digiunato e pregato, le cose sono cambiate in me: ho già perdonato chi mi ha accusato di blasfemia. Questo è un capitolo della mia vita che voglio dimenticare". La donna ha quindi espresso il desiderio di poter tornare alla sua famiglia.
Nel 2012, secondo alcune fonti, Qari Salam, l'uomo che ha accusato Asia Bibi di blasfemia avrebbe dichiarato di essersi pentito di aver sporto la denuncia, che sarebbe stata basata su pregiudizi personali ed emozioni religiose esasperate di alcune donne del villaggio. L'uomo pensò di non portare avanti l'accusa ma sarebbe stato comunque in difficoltà perché sotto pressione da parte di organizzazioni fondamentaliste islamiche.
Nel 2013, per questioni di sicurezza, la donna è stata trasferita dal carcere di Sheikhupura a quello femminile di Multan. Per i familiari è diventato molto più difficile vederla, dato che le due località distano sei ore di auto.
Il 16 ottobre 2014, dopo quasi quattro anni dalla presentazione del ricorso avverso alla sentenza di primo grado, si è pronunciata l'Alta Corte di Lahore confermando la pena capitale per la donna.
Il 22 giugno 2015 la Corte Suprema ha sospeso la pena capitale, rimandando il processo ad un tribunale.
Nel dicembre del 2014 Sardar Mushtaq Gill, uno degli avvocati di Asia Bibi, lamenta gravissime irregolarità nel processo, ad esempio all'interno del tribunale il cancelliere ha puntato una pistola alla testa dell'avvocato difensore. Porta inoltre prove del fatto che, in casi di accuse di blasfemia, i cristiani vengono trattati in modo differente dai musulmani.

## Le reazioni

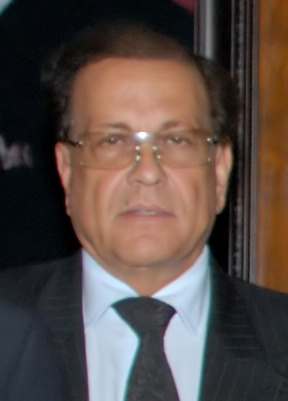
Il governatore del Punjab, Salmaan Taseer, assassinato da un fondamentalista nel 2011.

Il caso ha suscitato proteste da parte di gruppi cristiani e di organizzazioni per la difesa dei diritti umani e ha portato molti pakistani a chiedere di cancellare o rivedere la legislazione nazionale sulla blasfemia. Tra questi il governatore del Punjab, Salmaan Taseer, che si è recato a trovare Asia Bibi in carcere e che proprio per il suo impegno nella revisione delle norme sulla blasfemia è stato ucciso il 4 gennaio 2011 a Islamabad da una delle sue guardie del corpo. In seguito Shahbaz Taseer, figlio di Salmaan, verrà rapito con l'intento, secondo alcuni esperti, di ottenere la liberazione dell'assassino di suo padre.
Come Salmaan Taseer, due mesi dopo, anche il ministro per le Minoranze religiose Shahbaz Bhatti, cattolico, è stato assassinato da estremisti islamici. Scriverà in una lettera Asia Bibi a proposito:
(Asia Bibi)
L'11 novembre 2010 Antonio Socci denuncia l'indifferenza delle più importanti istituzioni mondiali intorno al caso di Asia Bibi.
Il 18 novembre 2010 papa Benedetto XVI ne chiede la liberazione.
La Commissione pakistana sulla condizione delle donne, costituita nel 2000 per rimuovere le discriminazioni sessuali, ha sostenuto di essere rimasta "scioccata" dalla notizia della condanna a morte e ha chiesto l'immediata liberazione di Asia Bibi. In particolare la Commissione ha condannato la decisione del tribunale sulla base degli articoli 295-B e C del Codice penale pachistano e ha ribadito come sia illegittimo richiedere a una donna cristiana di aderire ai principi dell'Islam.
Asia Bibi vive da anni in isolamento in una cella molto piccola e buia e manifesta problemi di ordine psicologico. Inoltre riceve continue minacce di morte da parte degli integralisti islamici ed in seguito all'uccisione di Osama bin Laden è stata rafforzata la sicurezza intorno alla sua cella.
Amnesty International Italia ha lanciato una petizione alle massime autorità della Repubblica Italiana perché venga permesso ad Asia Bibi di recarsi in Italia o all'estero per ricevere asilo politico. Il marito, Ashiq Masih, ha chiesto l'asilo per sé e la moglie a Stati Uniti, Regno Unito, Italia e Canada.

## Assoluzione e rilascio
Il 31 ottobre del 2018 è stata assolta dalla Corte suprema che ne ha ordinato la scarcerazione immediata; è la prima volta che detta corte accoglie una richiesta di assoluzione.
Nel giorno della sua assoluzione il verdetto è stato accolto ad Islamabad in stato di massima allerta, con oltre trecento poliziotti a presidiare il palazzo della Corte Suprema a Islamabad e unità dell’esercito stanziate a difesa degli altri edifici istituzionali. Circa 100 manifestanti contro l'assoluzione sono stati arrestati.
In seguito a proteste degli islamisti, fomentate dal partito sunnita Tehreek-e-Labbaik Pakistan (Tlp), è stata confermata la carcerazione, ufficialmente per motivi di sicurezza, ma il governo ha accettato che la pubblica accusa, rappresentata da un procuratore fondamentalista, possa presentare ricorso contro l'assoluzione. Tecnicamente, non fu subito liberata perché il carcere non ricevette i documenti necessari dalla Corte suprema ma in seguito alle proteste il governo di Imran Khan ha raggiunto un accordo con i capi dei gruppi islamisti, che prevede il divieto per Asia Bibi di lasciare il paese e la non opposizione del governo alla richiesta di revisione dell’assoluzione, presentata alla stessa Corte suprema. Molti degli assolti da blasfemia in Pakistan sono in seguito assassinati dagli estremisti musulmani, così come chi li ha sostenuti e i loro familiari. Anche i giudici della corte suprema sono stati minacciati dai fondamentalisti. Alcuni leader islamici come il muftī Akeel Pirzada, Presidente del Consiglio degli Ulema per la Pace in Pakistan, e l'ulema Tariq Jameel, di contrasto, si sono schierati a suo favore.
Il marito della donna è stato costretto a vivere nascosto e il capo del team degli avvocati, Saif ul-Malook, musulmano anti-fondamentalista, minacciato di morte, è stato costretto a scappare dal Pakistan. Malook si è rifugiato nei Paesi Bassi.
Secondo quanto dichiarato da Paul Bhatti, fratello e successore di Shahbaz Bhatti, il Ministro delle minoranze religiose di religione cristiana ucciso nel 2011 proprio per aver difeso la causa di Asia Bibi, la donna è stata rilasciata l'8 novembre 2018 e portata in aereo all'aeroporto militare di Rawalpindi. Il suo legale ha detto che lei, la famiglia e il marito hanno fatto richiesta di diritto d'asilo al governo olandese, dove già vive l'avvocato, e hanno ottenuto un visto dall'Unione europea.
Il 23 novembre 2018 sono stati arrestati circa trecento militanti del partito islamista Tehreek-e-Labbaik, tra cui il suo leader, Khadim Hussain Rizvi, il quale aveva organizzato le agitazioni contro l'assoluzione di Asia Bibi all'indomani della sentenza della Corte Suprema e aveva emesso una fatwa contro i magistrati che avevano assolto la donna. Lo scopo di questa ondata di arresti era impedire lo svolgimento di una nuova manifestazione organizzata dal partito che si sarebbe dovuta tenere il 25 novembre e che avrebbe potuto mettere a rischio l'ordine pubblico.
Il 29 gennaio 2019 la Corte Suprema del Pakistan ha respinto il ricorso contro l'assoluzione di Asia Bibi e ha rimosso il divieto per la donna di lasciare il paese.
L'8 maggio 2019 l'avvocato di Asia Bibi, Saif Ul Malook ha dichiarato alla CNN che la donna ha lasciato il Pakistan e ha raggiunto la sua famiglia in Canada.